# Oncocnemis triphaenopsis
Oncocnemis triphaenopsis är en fjärilsart som beskrevs av Charles Oberthür 1894. Oncocnemis triphaenopsis ingår i släktet Oncocnemis och familjen nattflyn. Inga underarter finns listade i Catalogue of Life.